# Familjen Proud: Stoltare och starkare
Familjen Proud: Stoltare och starkare (engelska: The Proud Family: Louder and Prouder) är en amerikansk animerad komediserie vars första säsong hade premiär den 23 februari 2022. Den andra säsongen hade premiär den 1 februari 2023. Serien som har fått kontrakt på två ytterligare säsonger är skapad av Ralph Farquhar och Bruce W. Smith. Serien är en nyinspelning av Familjen Proud.

## Handling
Serien handlar om den nyblivna 14-åriga Penny Proud och hennes familjs äventyr och missöden när de tar sig igenom det moderna livet. 2020-talet ger nya karriärmöjligheter för mamma Trudy, vildare drömmar för pappa Oscar och nya utmaningar för Penny.

## Rollista (i urval)
- Kyla Pratt - Penny Proud
- Karen Malina White - Dijonay Jones
- Carlos Alazraqui
- Paula Jai Parker - Trudy Proud
- Tommy Davidson - Oscar Proud
- Soleil Moon Frye - Zoey Howzer
- Zachary Quinto - Barry Leibowitz-Jenkins
- Billy Porter - Randall Leibowitz-Jenkins
- Keke Palmer - Maya Leibowitz-Jenkins
- Cedric the Entertainer - Bobby Proud
- Maria Canals - Victoria Boulevardez